# Куп Југославије у фудбалу 1974.
Куп Југославије у фудбалу у сезони 1974. је двадесетседмо такмичење за Пехар Маршала Тита.
Победник Купа је постао Хајдук из Сплита, по четврти пут у историји.
Финале је одиграно 29. новембра 1974. године у Београду на стадиону ЈНА.

## Шеснаестина финала
| Утак. | Клуб, Место         | Резултат    | Клуб, Место          |
| ----- | ------------------- | ----------- | -------------------- |
| 1     | Бачка Суботица      | 1–0         | Неретва              |
| 2     | Бокељ               | 0–1 (про.)  | Олимпија Љубљана     |
| 3     | Борац Травник       | 2–1 (про.)  | Металац Г. Милановац |
| 4     | Динамо Загреб       | 2–0         | Раднички Крагујевац  |
| 5     | Хајдук              | 3–0         | Пролетер Зрењанин    |
| 6     | Марибор             | 1–1 (5–4 п) | Бор                  |
| 7     | Нови Сад            | 0–2         | Вележ Мостар         |
| 8     | ОФК Београд         | 1–0         | Карловац             |
| 9     | Работнички          | 4–0         | Челик Зеница         |
| 10    | Црвена звезда       | 1–4         | Борац Бања Лука      |
| 11    | Сарајево            | 2–0         | Игман Илиџа          |
| 12    | Слобода Тузла       | 2–1         | Војводина            |
| 13    | Тимок               | 1–0         | Раднички Ниш         |
| 14    | Вардар              | 1–0         | Осијек               |
| 15    | НК Загреб           | 2–0         | Партизан             |
| 16    | Жељезничар Сарајево | 4–0         | Приштина             |

## Осмина финала
| Утак. | Клуб             | Резултат    | Клуб                |
| ----- | ---------------- | ----------- | ------------------- |
| 1     | Бачка Суботица   | 0–2         | Хајдук              |
| 2     | Борац Бања Лука  | 0–0 (4–2 п) | Сарајево            |
| 3     | Динамо Загреб    | 1–0         | Борац Травник       |
| 4     | ОФК Београд      | 2–1         | Марибор             |
| 5     | Олимпија Љубљана | 1–1 (6–5 п) | Работнички          |
| 6     | Тимок            | 2–5         | Жељезничар Сарајево |
| 7     | Вардар           | 3–0         | Слобода Тузла       |
| 8     | Вележ Мостар     | 2–1         | НК Загреб           |

## Четвртфинале
| Утак. | Клуб                | Резултат    | Клуб            |
| ----- | ------------------- | ----------- | --------------- |
| 1     | Хајдук              | 3–0         | ОФК Београд     |
| 2     | Олимпија Љубљана    | 2–2 (6–7 п) | Борац Бања Лука |
| 3     | Вардар              | 2–0         | Динамо Загреб   |
| 4     | Жељезничар Сарајево | 4–3 (про.)  | Вележ Мостар    |

## Полуфинале
| Утак. | Клуб            | Резултат | Клуб                |
| ----- | --------------- | -------- | ------------------- |
| 1     | Борац Бања Лука | 2–1      | Жељезничар Сарајево |
| 2     | Хајдук          | 5–0      | Вардар              |

## Финале
| Клуб                                    | Резултат | Клуб |
| --------------------------------------- | --- | --- |
| Хајдук                                  | 1 - 0 | Борац Бања Лука |
| Датум                                   | 29. новембар, 1974. | 29. новембар, 1974. |
| Стадион                                 | Стадион ЈНА, Београд | Стадион ЈНА, Београд |
| Гледалаца                               | 20.000 | 20.000 |
| Судија                                  | Милош Чајић, Београд | Милош Чајић, Београд |
| Хајдук (тренер: Томислав Ивић)          | Ризах Мешковић, Марин Куртела, Ведран Рожић, Марио Бољат, Шиме Лукетин, Иван Буљан, Славиша Жунгул, Дражен Мужинић, Бранко Облак, Јурица Јерковић, Ивица Шурјак             | Ризах Мешковић, Марин Куртела, Ведран Рожић, Марио Бољат, Шиме Лукетин, Иван Буљан, Славиша Жунгул, Дражен Мужинић, Бранко Облак, Јурица Јерковић, Ивица Шурјак             |
| Борац Бања Лука (тренер: Борис Маровић) | Маријан Јантољак, Милан Вукеља, Хикмет Кушмић, Звонимир Видачак, Марио Брњац, Џевад Кресо, Душан Јурковић, Зоран Cмилeвcки, Милош Цетина, Драган Марјановић, Абид Ковачевић | Маријан Јантољак, Милан Вукеља, Хикмет Кушмић, Звонимир Видачак, Марио Брњац, Џевад Кресо, Душан Јурковић, Зоран Cмилeвcки, Милош Цетина, Драган Марјановић, Абид Ковачевић |
| Стрелци                                 | 1-0 Бољат 39' | 1-0 Бољат 39' |